# アトミック・カートゥーンズ
アトミック・カートゥーンズ (Atomic Cartoons) は、カナダのアニメスタジオ。1999年3月に設立。

## 作品一覧
- スパイダーマン・アンリミテッド
- おくびょうなカーレッジくん
- マックスとルビー
- アトミック・ベティ
- ジョニーテスト
- キャプテンフラミンゴ
- ロケット・モンキーズ
- マーベル おしえて!スパイダーマン
- 三人の騎士の伝説
- ヒルダの冒険
- 101匹わんちゃんストリート